# Polymixis mus
Polymixis mus är en fjärilsart som beskrevs av Charles Boursin 1933. Polymixis mus ingår i släktet Polymixis och familjen nattflyn. Inga underarter finns listade i Catalogue of Life.